# Шевчук, Василий Михайлович
Василий Михайлович Шевчук (1919—2003) — лётчик-ас, генерал-лейтенант авиации, участник Великой Отечественной войны, Герой Советского Союза (1945).

## Биография
Василий Шевчук родился 14 августа 1919 года в селе Ставки (ныне — Фастовский район Киевской области Украины). Окончил среднюю школу. В 1936 году Шевчук был призван на службу в Рабоче-крестьянскую Красную Армию.  В 1939 году окончил Качинскую военную авиационную школу лётчиков.

Могила Шевчука на Троекуровском кладбище Москвы.

С января 1942 года — на фронтах Великой Отечественной войны. Сражался на Керченском фронте, в мае 1942 г. сбит, но несмотря на повреждение позвоночника, вернулся в строй и в июле 1943 г. принял участие в Курской битве и последующих сражениях.
К марту 1945 года гвардии майор Василий Шевчук был заместителем командира 152-го гвардейского истребительного авиаполка 12-й гвардейской истребительной авиадивизии 1-го гвардейского штурмового авиакорпуса 2-й воздушной армии 1-го Украинского фронта. К тому времени он совершил 194 боевых вылета, принял участие в 42 воздушных боях, сбив 13 вражеских самолётов лично и ещё 1 — в составе группы.
Указом Президиума Верховного Совета СССР от 27 июня 1945 года за «мужество и героизм, проявленные в воздушных боях с немецкими захватчиками», гвардии майор Василий Шевчук был удостоен высокого звания Героя Советского Союза с вручением ордена Ленина и медали «Золотая Звезда» за номером 8638.
С 8 марта 1945 года майор Шевчук назначен командиром 152-го гвардейского истребительного авиаполка 12-й гвардейской истребительной авиадивизии.
После окончания войны Шевчук продолжил службу в Советской Армии. В 1948 году он окончил курсы усовершенствования офицерского состава, в 1958 году — Высшие академические курсы при Военной академии тыла и транспорта. 
В 1979 году в звании генерал-лейтенанта Шевчук был уволен в запас. Проживал в Москве. 
Умер 6 апреля 2003 года, похоронен на Троекуровском кладбище Москвы.
Был награждён пятью орденами Красного Знамени, двумя орденами Отечественной войны 1-й степени, орденами Отечественной войны 2-й степени, Красной Звезды, «За службу Родине в Вооружённых Силах СССР» 3-й степени, рядом медалей.